# Belknap County
Belknap County är ett administrativt område i delstaten New Hampshire, USA. Belknap är ett av tio countyn i staten och ligger i den centrala delen av New Hampshire. År 2010 hade Belknap County 60 088 invånare. Den administrativa huvudorten (county seat) är Laconia.
Countyt grundades 1840 och fick sitt namn efter Jeremy Belknap.

## Geografi
Enligt United States Census Bureau har Belknap County en total area på 1 214 km². 1 037 km² av den arean är land och 177 km² är vatten.

### Angränsande countyn
- Carroll County - norr
- Strafford County - öst
- Merrimack County - sydväst
- Grafton County - nordväst